# Comuna de Kolsko
Kolsko (polaco: Gmina Kolsko) é uma gminy (comuna) na Polónia, na voivodia da Lubúsquia e no condado de Nowosolski. A sede do condado é a cidade de Kolsko.
De acordo com os censos de 2004, a comuna tem 3235 habitantes, com uma densidade 40,2 hab/km².

## Área
Estende-se por uma área de 80,57 km², incluindo:
- área agricola: 44%
- área florestal: 45%

## Demografia
Dados de 30 de Junho 2004:
|                      | Total   | Total | Mulheres | Mulheres | Homens  | Homens |
| -------------------- | ------- | ----- | -------- | -------- | ------- | ------ |
|                      | pessoas | %     | pessoas  | %        | pessoas | %      |
| População            | 3235    | 100   | 1643     | 50,8     | 1592    | 49,2   |
| Densidade (pop./km²) | 40,2    | 100   | 20,4     | 20,4     | 19,8    | 19,8   |

De acordo com dados de 2002, o rendimento médio per capita ascendia a 1443,5 zł.

## Subdivisões
- Jesiona, Kolsko, Konotop, Lipka, Mesze, Sławocin, Tyrszeliny, Uście.

## Comunas vizinhas
- Bojadła, Kargowa, Nowa Sól, Wolsztyn, Sława